# Seuls les pirates
 (mai 2023).

Seuls les pirates est un film français réalisé par Gaël Lépingle en 2018.

## Synopsis
À la suite d'un grand projet de rénovation urbaine, Géro va être expulsé de chez lui et de son théâtre de poche, où il ne joue plus guère depuis que la maladie lui a fait perdre la voix. Un neveu qu'il connaît à peine vient soudain s’installer chez lui. Il[Qui ?] veut écrire.

## Fiche technique
- Titre : Seuls les pirates
- Réalisation : Gaël Lépingle
- Assistants réalisation : Géraldine Seguin, Michaël Dacheux
- Image : Vianney Lambert
- Son : Vincent Reignier, Romain Ozanne, Gilles Bénardeau
- Montage : Benoît Quinon
- Musique : Modeste Moussorgsky, Tableaux d'une exposition
- Production : Perspective Films, Cent Soleils
- Distribution : La Traverse
- Genre : comédie dramatique
- Pays : France
- Durée : 90 minutes
- Date de sortie : juillet 2018 (FID Marseille)

## Distribution
- Ludovic Douare : Géro
- Delphine Chuillot : Émilie
- Renan Prevot : Léo
- Georges Gay : Kostia
- Sophie Jude : Madame Briard
- Jérôme Marin : le comédien
- Christa Fromet : la collègue
- Jean-Christophe Estiot : le conseiller juridique

## Prix et sélections
Seuls les pirates a reçu le Grand prix de la compétition française au FID Marseille en 2018.
Il a aussi été sélectionné à Entrevues Belfort 2018 (Premières Fictions Françaises), Rendez-vous with French Cinema de New York 2019, Festival à l'Est du Nouveau 2019, Sicilia Queer Filmfest 2019